# Paul L. Smith
Pour les articles homonymes, voir Paul Smith et Smith.
Paul L. Smith est un acteur américain né le 24 juin 1936 à Everett (Massachusetts) et mort le 25 avril 2012 à Ra'anana en Israël.
Il est surtout connu pour son rôle de Hamidou, dans le film d’Alan Parker, Midnight Express, sorti en 1978.

## Carrière
Acteur d'un physique impressionnant (mesurant plus de 1,90 m avec un gabarit de colosse), il a notamment pris la relève de Bud Spencer dans cinq films comiques (avec pour comparse Antonio Cantafora qui avait pour pseudonyme Michael Coby, à la place de Terence Hill).
Au cinéma, on l'a surtout remarqué dans des rôles de brutes patibulaires et insensibles, le plus mémorable étant celui du terrible Turc Hamidou, gardien-chef tortionnaire du film Midnight Express en 1978.
Autres rôles notables :
- Brutus dans Popeye de Robert Altman (1980).
- Rabban "la Bête", neveu du baron Harkonnen et frère de Feyd Rautha dans Dune de David Lynch de 1984.
- Falkon, le serviteur du prince et faire-valoir comique d'Arnold Schwarzenegger dans Kalidor toujours en 1984.
- Faron Crush, tueur complètement fou dans le cartoonesque Mort sur le grill de Sam Raimi (1985).
- L'archiduc tueur d'indiens dans Maverick (1994).

## Le duo Paul Smith & Michael Coby
Les deux acteurs ont profité de leurs ressemblances avec Bud Spencer & Terence Hill pour faire cinq films en duo :
- 1974 : Mon nom est Trinita (Carambola) de Ferdinando Baldi : Len
- 1975 : Si ce n'est toi, c'est donc ton frère (Carambola, filotto... tutti in buca) de Ferdinando Baldi : Len
- 1975 : Trinita, connais pas (Simone e Matteo: Un gioco da ragazzi) de Giuliano Carnimeo : Butch
- 1975 : Trinita, nous voilà ! (Noi non siamo angeli) de Gianfranco Parolini : Raphael McDonald
- 1976 : Pour pâques ou à la trinita (Il vangelo secondo Simone e Matteo) de Giuliano Carnimeo : Simone / Toby

Les 5 films sont sortis en France au cinéma puis en VHS et ont été diffusés à la télévision, mais demeurent inédits en DVD en France.

## Filmographie

### Acteur

#### Cinéma
- 1960 : Exodus d'Otto Preminger : Peretz Geffner, prisonnier Juif (non crédité)
- 1970 : Madron de Jerry Hopper : Gabe Price (non crédité)
- 1972 : Fishke Bemilu'im de George Obadiah : Shmil
- 1972 : Nahtche V'Hageneral de George Obadiah :
- 1973 : Gospel Road: A Story of Jesus de Robert Elfstrom : Peter
- 1974 : Mon nom est Trinita (Carambola) de Ferdinando Baldi : Len
- 1975 : Si ce n'est toi, c'est donc ton frère (Carambola, filotto... tutti in buca) de Ferdinando Baldi : Len
- 1975 : Trinita, connais pas (Simone e Matteo: Un gioco da ragazzi) de Giuliano Carnimeo : Butch
- 1975 : Trinita, nous voilà ! (Noi non siamo angeli) de Gianfranco Parolini : Raphael McDonald
- 1975 : Koreyim Li Shmil de George Obadiah : Shmiel
- 1976 : Pour pâques ou à la trinita (Il vangelo secondo Simone e Matteo) de Giuliano Carnimeo : Simone / Toby
- 1976 : Le Tigre sort ses griffes (Da juan tao) de Jimmy Shaw : Paul the Westerner
- 1978 : Midnight Express d'Alan Parker : Hamidou
- 1979 : Ne tirez pas sur le dentiste (The In-Laws) de Arthur Hiller : Mo
- 1979 : Going in Style de Martin Brest : Radio Announcer
- 1980 : Popeye de Robert Altman : Bluto
- 1981 : La Salamandre (The Salamander) de Peter Zinner : The Surgeon
- 1981 : When I Am King de Wanda Appleton : Sir Blackstone Hardtack
- 1982 : Le Sadique à la tronçonneuse (Mil gritos tiene la noche) de Juan Piquer Simón : Willard
- 1983 : Raiders in Action de Benni Shvily : Saul the Priest
- 1984 : Les Guerriers de la jungle (en) (Euer Weg führt durch die Hölle) d'Ernst R. von Theumer et Billy Fine : Cesar Santiago
- 1984 : Dune de David Lynch : Rabban
- 1984 : Mivtza Shtreimel de Benni Shvily :
- 1985 : Mort sur le grill (Crimewave) de Sam Raimi : Faron Crush
- 1985 : Le Retour du Chinois (The Protector) de James Glickenhaus : Mr Booar
- 1985 : Kalidor (Red Sonja) de Richard Fleischer : Falkon
- 1986 : Sno-Line de Douglas F. O'Neons : Duval
- 1986 : Nuit de noce chez les fantômes (Haunted Honeymoon) de Gene Wilder : Dr Paul Abbot
- 1987 : Gor de Fritz Kiersch : Surbus
- 1987 : Terminal Entry de John Kincade : Stewart
- 1988 : Death Chase de David A. Prior : Steele
- 1988 : Outlaw Force de David Heavener : Inspecteur Wainright
- 1989 : Sonny Boy de Robert Martin Carroll : Slue
- 1989 : Ten Little Indians de Alan Birkinshaw : Mr Rodgers
- 1989 : Nipagesh Basafari de Yehuda Barkan : Paul
- 1989 : The Hired Gun de Arne Mattsson : Wounded Man
- 1989 : Crossing the Line de Gary Graver : Joe Kapinski
- 1989 : Caged Fury (en) de Bill Milling : Head Guard
- 1990 : Ochlim Lokshim de Boaz Davidson et Tzvi Shissel :
- 1991 : SAS : L'Œil de la veuve (Eye of the Widow) d'Andrew V. McLaglen : Elko
- 1992 : Desert Kickboxer de Isaac Florentine : Santos
- 1994 : Maverick de Richard Donner : l'archiduc

#### Télévision

##### Téléfilms
- 1970 : Alle hatten sich abgewandt de Thomas Fantl : Der Feiste
- 1975 : Conspiracy of Terror de John Llewellyn Moxey : Pound Supervisor
- 1976 : Les 21 heures de Munich (21 Hours at Munich) de William A. Graham : Gutfreund
- 1979 : Disaster on the Coastliner (en) de Richard C. Sarafian : Jim Waterman / Victor Prescott
- 1983 : Sadat de Richard Michaels : King Farouk
- 1999 : D.R.E.A.M. Team de Dean Hamilton : Vladimir Corzon

##### Séries télévisées
- 1963 : Have Gun – Will Travel : Sven
- 1965 : Homicide (en) : Dudley Stark
- 1974 : Moïse (Moses the Lawgiver) :
- 1974 : Emergency! (en) : Directeur de la sécurité
- 1978 : Chips : Announcer
- 1979 : Wonder Woman : Simon Rohan
- 1979 : Barney Miller : Léon Stipanich
- 1979 : Hawaï police d'État (Hawaii Five-O) : Andy Kamoku
- 1981 : Masada : Gideon

### Producteur
- 1987 : Terminal Entry
- 1989 : Caged Fury (en)

### Réalisateur
- 1972 : Jacko Vehayatzaniot

### Voix françaises
- Michel Vocoret dans :
  - La Salamandre
  - SAS : L'Œil de la veuve
  - Maverick

- Claude Bertrand dans :
  - Mon nom est Trinita
  - Trinita, connais pas

et aussi
- Michel Gatineau dans Trinita, nous voilà !
- Henry Djanik dans Les 21 heures de Munich (téléfilm)
- Jean-Louis Maury dans Pour pâques ou à la trinita
- Georges Atlas dans Ne tirez pas sur le dentiste
- Roger Lumont dans Masada
- Roger Jacquet dans Popeye
- Jean-Claude Robbe dans Dune
- Jacques Ferrière dans Mort sur le grill
- Mario Santini dans Kalidor
- Igor De Savitch dans Nuit de noce chez les fantômes